# Arganaz-do-campo

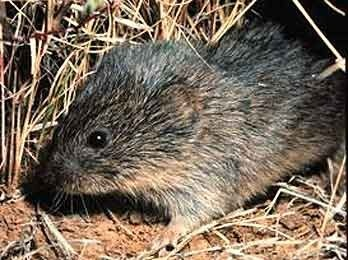
Arganaz do campo

Os arganazes do campo são pequenos roedores que vivem na América do Norte. Ao contrário de muitas outras espécies de roedores (como o Microtus montanus), os arganazes do campo  mantêm relações sexuais duradouras,  ou seja, os machos só têm relações sexuais com uma única fêmea e as fêmeas com um único macho. Podem ser parceiros durante todo ciclo de reprodução ou até durante toda vida. Esse comportamento diferenciado deve-se à alta expressão do receptor de vasopressina V1a em uma região específica do encéfalo, chamada pálido ventral (algo ausente nos machos M. montanus). 
O arganaz do campo é parente próximo dos camundongos. Por serem muito pequenos são vulneráveis a ataques de vários predadores como serpentes, corujas, águias, linces, coiotes, raposas e até lobos. Para se defenderem, os arganazes do campo geralmente ficam escondidos em pequenas tocas e só saem quando realmente se sentem seguros.